# لئاندرو وگا
لئاندرو وگا (اسپانیایی: Leandro Vega‎؛ زادهٔ ۲۷ مهٔ ۱۹۹۶) بازیکن فوتبال اهل آرژانتین است.
از باشگاه‌هایی که در آن بازی کرده‌است می‌توان به باشگاه فوتبال ریور پلاته اشاره کرد.
وی همچنین در تیم‌های ملی فوتبال زیر ۱۷ سال آرژانتین و زیر ۲۰ سال آرژانتین بازی کرده‌است.